# Montchevreuil
Montchevreuil es una comuna nueva francesa situada en el departamento de Oise, de la región de Alta Francia.

## Historia
Fue creada el 1 de enero de 2019, en aplicación de una resolución del prefecto de Oise de 26 de diciembre de 2018 con la unión de las comunas de Bachivillers y Fresneaux-Montchevreuil, pasando a estar el ayuntamiento en la antigua comuna de Fresneaux-Montchevreuil.

## Demografía
Según los datos aportados en la resolución del prefecto de Oise, la comuna se crea con 1278 habitantes.

## Composición
| Comuna fusionada        | Código INSEE | Población (2016) | Superficie (km²) | Densidad (hab./km²) |
| ----------------------- | ------------ | ---------------- | ---------------- | ------------------- |
| Bachivillers            | 60038        | 501              | 5.91             | 85                  |
| Fresneaux-Montchevreuil | 60256        | 756              | 11.18            | 68                  |